# Faune de la Picardie

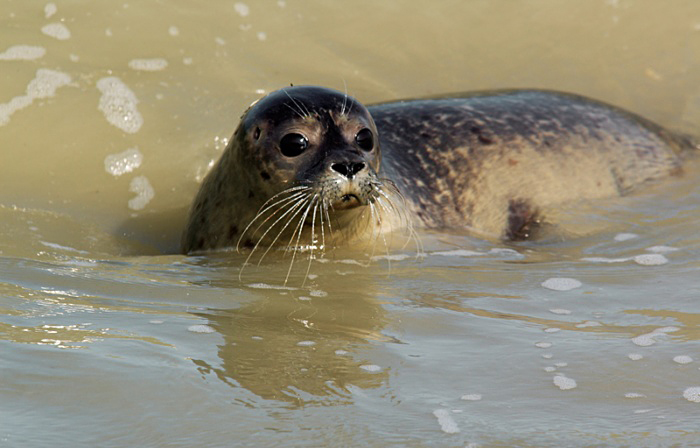
Phoque veau marin, le Hourdel, Baie de Somme

Du fait de la diversité des biotopes de la région, la Faune de Picardie présente une grande variété.

## Espèces historiques

### Mammifères marins

#### Cétacés
- Cachalot Physeter macrocephalus (1 individu près de Saint-Valery-sur-Somme le 16 janvier 1769)
- Hyperoodon boréal Hyperoodon ampullatus (août 1829 à Cayeux-sur-Mer et 1849 au Crotoy)
- Rorqual de Rudolphi Balaenoptera borealis (11 mai 1974 en baie de Somme)
- Rorqual commun Balaenoptera physalus (notamment le 9 mai 1975)
- Mégaptère Megaptera novaeangliae (1842 au large du littoral picard)
- Dauphin tacheté Stenella dubia
- Dauphin commun Delphinus delphis
- Grand dauphin Tursiops truncatus
- Grampus Grampus griseus
- Globicéphale noir Globicephala melæna
- Marsouin commun Phocoena phocoena

##### Loutres
- Loutre Lutra lutra

##### Phoques
Les phoques de la Baie de Somme
Deux espèces de Phoques sont actuellement présentes en baie de Somme :
- le Phoque veau-marin (Phoca vitulina vitulina)
- le Phoque gris (Halichoerus grypus)

La Baie de Somme héberge une importante colonie de Phoque veau-marin (Phoca vitulina), seul site français où l'espèce est présente en permanence et s'y reproduit. C'est Picardie Nature qui en assure la protection et le suivi depuis plus de dix ans.
La population de phoques en Baie de Somme n'est présente que depuis peu, il n'existait qu'une dizaine d'individus sédentarisés dans les années 1980-1990.
On peut apercevoir les phoques à marée basse lorsqu'ils se "relaxent" sur les reposoirs.

### Mammifères terrestres
La Picardie accueille une grande quantité de mammifères tels que :
- Sanglier
- Chevreuil
- Cerf élaphe
- Daim
- Mouton Shetland
- Mouflon
- Hérisson d’Europe
- Taupe d’Europe
- Musaraigne couronnée
- Musaraigne pygmée
- Musaraigne aquatique
- Musaraigne musette
- Musaraigne bicolore
- Musaraigne des jardins
- Lapin de Garenne
- Écureuil roux
- Renard
- Blaireau européen
- Martre
- Fouine
- Belette
- Hermine
- Putois
- Chat sauvage d'Europe
- Raton laveur

#### Chauve-souris
- Le Grand Rhinolophe
- Le Petit Rhinolophe
- Le Grand Murin
- Le Vespertilion de Daubenton
- Le Vespertilion des marais
- Le Vespertilion de Brandt Grand Murin
- Le Vespertilion à  moustaches

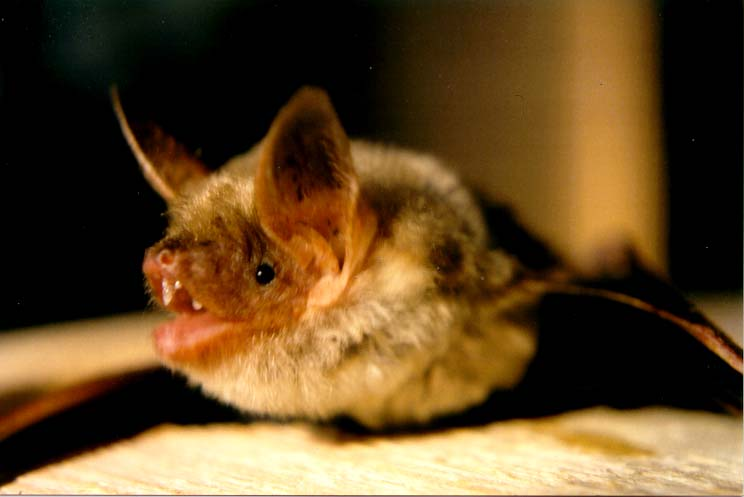
Grand Murin

- Le Vespertilion à oreilles échancrées
- Le Vespertilion de Natterer
- Le Vespertilion de Bechstein
- La Sérotine
- La Noctule
- La Noctule de Leisler
- Pipistrelle commune
- La Pipistrelle de Nathusius
- La Barbastelle
- Les Oreillards roux et gris

### Oiseau
L'estuaire de la Somme constitue l'une des célèbres zones de halte, d'hivernage et de nidification pour les migrations de l'avifaune. Plus de 300 espèces aviennes (65 % des espèces européennes) ont, jusqu'alors, pu être identifiées sur ce site.
Ce site est reconnu en particulier comme ayant une importance internationale pour la sauvegarde de 10 espèces et aussi de zone de nidification pour plus de 120 espèces. 

### Reptiles
Neuf espèces de reptiles sont répertoriées :
- Vipère péliade
- Lézard vivipare
- Lézard des murailles
- Couleuvre à collier

Les Tortues de Floride sont de plus en plus présentes dans la région également...

### Amphibiens
On retrouve en Picardie environ 16 espèces d'amphibiens :
- Triton alpestre
- Triton ponctué
- Triton palmé
- Crapaud communFemelle inhabituellement rougeâtre
- Grenouille verte
- Grenouille rousse

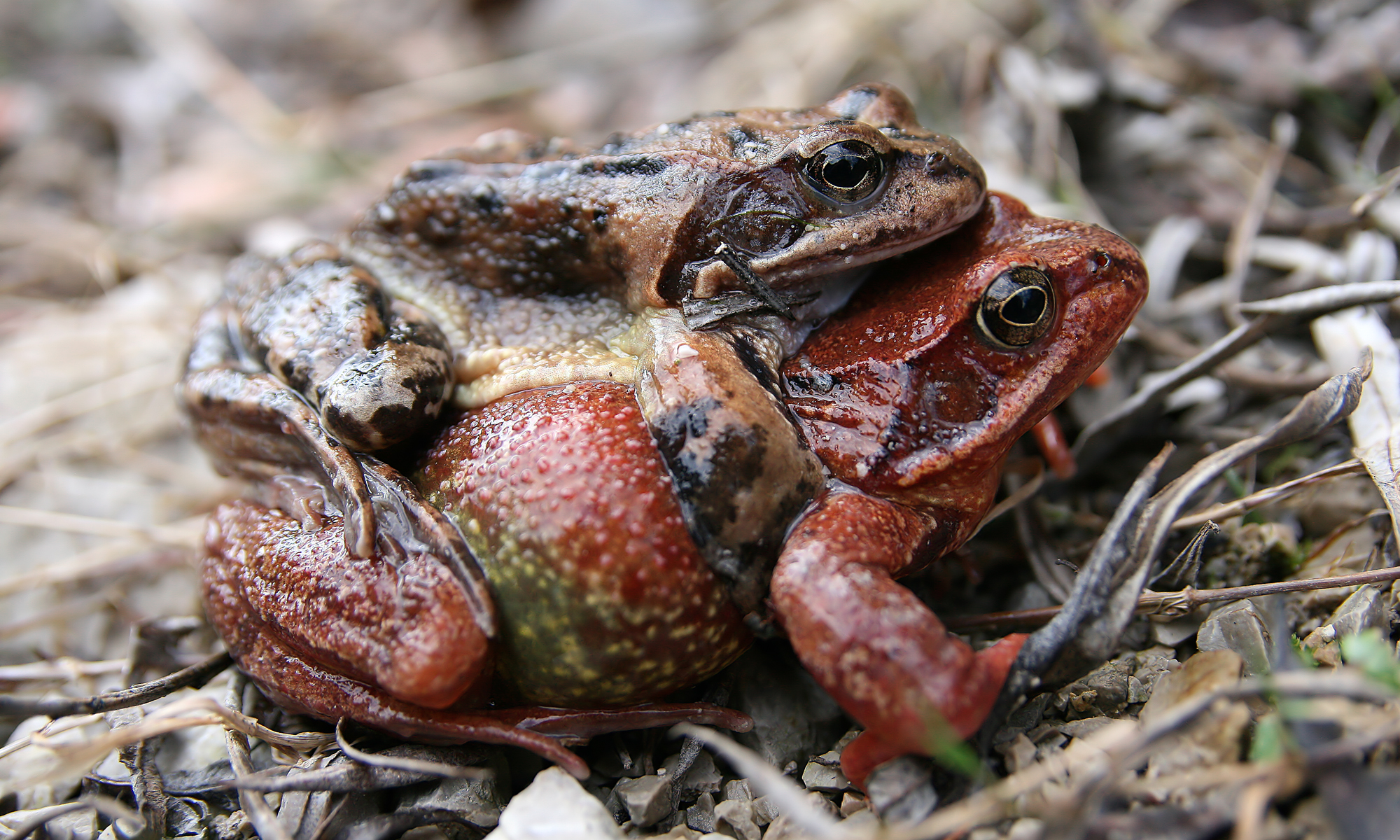
Femelle inhabituellement rougeâtre

Ainsi que quelques espèces rares, ou menacées comme : 
- Triton crêté
- Grenouille des champs (Rana arvalis)
- Crapaud calamite (Bufo calamita)
- Rainette arboricole (Hyla arborea).

## Espèces introduites

### Poissons
- Anguille d'Europe
- Carpe commune
- Silure glane
- Grand brochet

### Crustacés
- Écrevisse américaine

1. ↑  (Duguy 1984,1990), et (Maurin & Keith 1994)